# Register vergriffener Werke
Das Register vergriffener Werke ist ein seit 2014 beim Deutschen Patent- und Markenamt (DPMA) geführtes Verzeichnis vergriffener Werke aus der Zeit vor 1966. Es steht im Zusammenhang mit einer gesetzlichen Regelung, die Verwertungsgesellschaften die nicht gewerbliche Lizenzierung von in Schriften veröffentlichten urheberrechtlich geschützten Werken bereits vor Ablauf des urheberrechtlichen Schutzes ohne die Einwilligung des Rechteinhabers ermöglicht. Die von der Verwertungsgesellschaft veranlasste Eintragung in das Register gibt dem Rechteinhaber die Gelegenheit, einer solchen Lizenzierung zu widersprechen. Durch dieses System sollen insbesondere Digitalisierungsvorhaben von Bibliotheken und anderen Kultureinrichtungen erleichtert werden.
Das Register wurde mit Wirkung zum 1. April 2014 eingerichtet, die ersten Eintragungen wurden im August 2015 vorgenommen. Am 31. Dezember 2025 wird das Register wieder geschlossen; Neueintragungen sind bereits seit dem 7. Juni 2021 nicht mehr möglich. Hintergrund der Schließung ist die Einführung eines neuen, EU-weiten Lizenzierungsverfahrens. Bis zum 6. Juni 2021 wurden insgesamt 45.648 Eintragungen verzeichnet.

## Rechtlicher Rahmen

### Problemaufriss
Vergriffene Werke sind urheberrechtlich geschützte Werke, die nicht mehr lieferbar, also – im Fall gedruckter Werke – nicht mehr über den Verlag im Handel erhältlich sind. Ist ein Werk vergriffen, so besteht deshalb regelmäßig ein Zugangsproblem für die interessierte Leserschaft: Sie kann allenfalls noch versuchen, erhaltene Bestände von Dritten käuflich zu erwerben (zum Beispiel über Antiquariate) oder ein in fremdem Eigentum stehendes Exemplar einzusehen (etwa in einer Bibliothek). Gerade Institutionen wie Bibliotheken und Archive wären zwar oftmals gewillt, solche Werke einem größeren Personenkreis verfügbar zu machen, indem sie Digitalisate entsprechender Bestände bereitstellen. Ein solches Vorgehen ist nach den bestehenden urheberrechtlichen Bestimmungen jedoch im Regelfall erst dann erlaubnisfrei zulässig, wenn das betreffende Werk durch Ablauf des Urheberrechtsschutzes (Regelschutzfrist: 70 Jahre bis nach dem Tod des Urhebers) gemeinfrei geworden ist.

### Funktion des Registers
Um die Versorgung der Bevölkerung mit vergriffenen gedruckten Werken zu verbessern, nutzte der deutsche Gesetzgeber im Zuge der Umsetzung der Verwaiste-Werke-Richtlinie (2012/28/EU) den dort eröffneten Spielraum, nationale Regelungen für die Digitalisierung und Nutzung vergriffener Werke zu schaffen. In § 13d des Urheberrechtswahrnehmungsgesetzes (UrhWG), später dann im fast wortgleichen § 51 des Verwertungsgesellschaftengesetzes (VGG) in der vor dem 7. Juni 2021 geltenden Fassung (im Folgenden: a.F.), wurde hierzu eine – widerlegbare – gesetzliche Vermutung aufgestellt: Zugunsten von Verwertungsgesellschaften, die von Rechteinhabern schon mit der Wahrnehmung des Vervielfältigungsrechts und des Rechts der öffentlichen Zugänglichmachung an ihren vergriffenen Werken beauftragt wurden, war danach zu vermuten, dass sie diese Rechte auch für solche Rechteinhaber wahrnehmen dürfen, von denen sie tatsächlich nicht mit der Rechtewahrnehmung beauftragt worden sind („Außenseiter“ oder „Außenstehende“). Dadurch kann die VG Wort also zum Beispiel einer Bibliothek die erforderlichen Nutzungsrechte für das Scannen und das Onlinestellen eines vergriffenen Buches einräumen, obwohl dessen Autor nie einen Wahrnehmungsvertrag mit der VG Wort abgeschlossen hat. Diese Möglichkeit besteht jedoch nur unter bestimmten Bedingungen (§ 51 Abs. 1 Nr. 1–4 VGG a.F.). So muss das vergriffene Werk vor dem 1. Januar 1966 in Büchern, Fachzeitschriften, Zeitungen, Zeitschriften oder in anderen Schriften veröffentlicht worden sein; es muss sich im Bestand von öffentlich zugänglichen Bibliotheken, Bildungseinrichtungen, Museen, Archiven oder von im Bereich des Film- oder Tonerbes tätigen Einrichtungen befinden; die Vervielfältigung und die öffentliche Zugänglichmachung, für die die Verwertungsgesellschaft ein Nutzungsrecht einräumen will, darf nicht gewerblichen Zwecken dienen; und das Werk muss zuvor auf Antrag der Verwertungsgesellschaft in das Register vergriffener Werke eingetragen worden sein.
Die zentrale Funktion der Eintragung im Register vergriffener Werke besteht darin, dass der Rechteinhaber an dem vergriffenen Werk die Rechtewahrnehmung durch die Verwertungsgesellschaft noch verhindern kann. Nach § 51 Abs. 1 Nr. 5 VGG a.F. darf die Vermutung nämlich dann nicht in Anspruch genommen werden, wenn der Rechteinhaber innerhalb von sechs Wochen nach Bekanntmachung der Eintragung seinen Widerspruch gegen die beabsichtigte Wahrnehmung erklärt. Das Register vergriffener Werke ist demnach also kein vollständiges Register aller vergriffenen Werke, sondern enthält nur solche, deren Lizenzierung von einer Verwertungsgesellschaft konkret beabsichtigt wird. Der Anreiz für eine Verwertungsgesellschaft, die Eintragung eines Werks in das Register zu beantragen, besteht in der Lizenzgebühr, zu der sie im Erfolgsfall (kein fristgerechter Widerspruch des Rechteinhabers) einem digitalisierungswilligen Dritten die benötigten Nutzungsrechte einräumen kann.

### Schließung des Registers
Art. 8–10 der Richtlinie 2019/790 (DSM-Richtlinie) vom 17. April 2019 verpflichten die Mitgliedsstaaten der Europäischen Union, ein System erweiterter kollektive Lizenzen für nicht verfügbare Werke zu schaffen, das deren grenzüberschreitende Nutzung in der gesamten Europäischen Union ermöglicht. Der Anwendungsbereich der entsprechenden Regelungen ist nicht nur in territorialer Hinsicht weiter als der des bisherigen deutschen Systems; er ist insbesondere auch nicht auf Werke beschränkt, die in Schriften veröffentlicht wurden, sondern gilt für alle Werke und sonstigen Schutzgegenstände. Auch das neue EU-Verfahren sieht eine Widerspruchsmöglichkeit für Rechteinhaber vor. Hierzu sind die nicht verfügbaren Werke, deren Lizenzierung beabsichtigt wird, in einem „öffentliche[n] zentrale[n] Online-Portal“ bekannt zu geben, das vom Amt der Europäischen Union für geistiges Eigentum (EUIPO) betrieben wird (Art. 10 Abs. 1 DSM-RL). Das „Portal für vergriffene Werke“ ist inzwischen auf der Internetseite des EUIPO zugänglich.
Der deutsche Gesetzgeber, der die DSM-Richtlinie bis zum 7. Juni 2021 in nationales Recht umsetzen musste, ersetzte die bisherigen Regelungen zu vergriffenen Werken in den §§ 51 ff. VGG a.F. durch die neu gefassten §§ 52 ff. VGG. Übergangsrechtlich legte er in § 141 VGG fest, dass die Altvorschriften, die an die Eintragung im Register vergriffener Werke anknüpften, noch bis zum 31. Dezember 2025 weiter anzuwenden sind (Abs. 1), dass aber bereits ab dem 7. Juni 2021 keine Anträge auf Eintragung von Werken in das Register vergriffener Werke mehr zulässig sind (Abs. 2). Mit Ablauf des 31. Dezember 2025 ist das Register vergriffener Werke sodann zu schließen und die „Bekanntmachung auf der Internetseite zu beenden“ (Abs. 5). Nutzungsrechte, die von den Verwertungsgesellschaften nach erfolgter Eintragung im Register eingeräumt wurden, enden spätestens am 31. Dezember 2025 (Abs. 3). Eine Übertragung von Einträgen im DPMA-Register in das neue EUIPO-Portal findet aufgrund der geänderten Voraussetzungen nicht statt.

## Verfahren

### Gesetzliche Regelung
Eintragungen in das Register wurden auf Antrag von Verwertungsgesellschaften vorgenommen. Dem DPMA mussten in dem – elektronisch einzureichenden – Antrag der Werktitel, die Bezeichnung des Urhebers, der Verlag, von dem das Werk veröffentlicht worden ist, das Datum der Werkveröffentlichung sowie der Name der antragenden Verwertungsgesellschaft mitgeteilt werden. Die Modalitäten des Eintragungsverfahrens wurden durch Verordnung des Bundesjustizministeriums festgelegt (Verordnung über das Register vergriffener Werke [VergWerkeRegV]). Die Eintragung eines Werkes in das Register kostete einen Euro (§ 2 Abs. 1 VergWerkeRegV). Eine Prüfung der Berechtigung des Antragstellers oder der Richtigkeit der zur Eintragung angemeldeten Tatsachen nahm das DPMA nicht vor (§ 52 Abs. 2 Satz 1 VGG a.F.). Das Register ist über die Internetseite des DPMA für jedermann einsehbar (§ 52 Abs. 3, 4 VGG a.F.).
Im Register verzeichnet das DPMA neben den gemeldeten Pflichtangaben jeweils auch die Angabe, ob der Rechteinhaber der Wahrnehmung seiner Rechte durch die Verwertungsgesellschaft widersprochen hat (§ 52 Abs. 1 Nr. 6 VGG a.F.). Ein solcher (formlos zu erklärender) Widerspruch durch den Rechteinhaber war einerseits innerhalb der oben genannten Sechs-Wochen-Frist gegenüber dem DPMA oder der Verwertungsgesellschaft möglich; in diesem Fall können die Nutzungsinteressenten das Werk erst gar nicht erlaubnisfrei nutzen (Rechtsgrundlage: § 51 Abs. 1 Nr. 5 VGG a.F.). Andererseits kann, entsprechend dem Vermutungscharakter, der Nutzung auch später gegenüber der Verwertungsgesellschaft widersprochen werden (Rechtsgrundlage: § 51 Abs. 2 VGG a.F.). Die Berechtigung zur Nutzung des vergriffenen Werkes entfällt dann ab Erklärung des Widerspruchs mit Wirkung für die Zukunft. Erfolgt ein Widerspruch gegenüber der Verwertungsgesellschaft, setzt diese das DPMA davon in Kenntnis, das anschließend die Eintragung im Register entsprechend modifiziert.

### Lizenzierungsservice
Bund und Länder haben sich mit der Verwertungsgesellschaft Wort und der Verwertungsgesellschaft Bild-Kunst in einem am 1. Januar 2015 in Kraft getretenen Rahmenvertrag auf ein Lizenzierungsverfahren für vergriffene Werke in Büchern geeinigt. Privilegierte Institutionen (also öffentlich zugängliche Bibliotheken, Bildungseinrichtungen, Museen, Archive sowie im Bereich des Film- oder Tonerbes tätige Einrichtungen) konnten dem Rahmenvertrag durch Erklärung gegenüber der VG Wort beitreten. Die beigetretenen Institutionen konnten sodann bei der Deutschen Nationalbibliothek (DNB) elektronisch eine Lizenz für die Vervielfältigung und öffentliche Zugänglichmachung bestimmter Printwerke aus ihrem Bestand beantragen. Die DNB prüfte den Antrag dann auf die Einhaltung der gesetzlichen Erfordernisse und übermittelte ihn im Anschluss elektronisch an die VG Wort, von wo er wiederum an das DPMA weiterleitet wurde. Blieb ein Widerspruch aus, informierte die VG Wort schließlich die antragstellende Institution darüber, dass sie das Werk nun im Rahmen der Lizenz verwerten durfte. Die Lizenzgebühren pro Werk betrugen dabei – abhängig vom Erscheinungszeitpunkt – einmalig zwischen fünf und fünfzehn Euro. Sie wurden den Institutionen zusammen mit der von der VG Wort verauslagten Eintragungsgebühr in Rechnung gestellt.
Das Verfahren über diesen so genannten „Lizenzierungsservice“ der DNB konnte seit den gesetzlichen Änderungen zum 7. Juni 2021 nicht mehr in Anspruch genommen werden. Im März 2025 wurde ein neuer Rahmenvertrag abgeschlossen.

## Verhältnis zu anderen Registern
Ebenfalls im Zusammenhang mit der Verwaiste-Werke-Richtlinie steht das beim EUIPO geführte Register der verwaisten Werke. Dieses dient aber einer anderen Funktion als das Register vergriffener Werke. Gleiches gilt für das beim DPMA geführte Register anonymer und pseudonymer Werke.